# Crocidura crossei
Crocidura crossei es una especie de musaraña (mamífero placentario de la familia de los sorícidos).

## Distribución geográfica
Se encuentra en Camerún, Costa de Marfil, Ghana, Guinea, Nigeria y posiblemente también en Benín, Liberia y Togo.